# Bastille (группа)
Bastille (стилизовано как BΔSTILLE) — английская инди-поп-группа, основанная в Лондоне в 2010 году. Изначально Bastille создавалась в качестве сольного проекта певца, продюсера и автора песен Дэна Смита, который позже решил создать группу.

## О группе
Название группы связано с Днём взятия Бастилии, потому что фронтмен коллектива Дэн Смит родился в день празднования этого события — 14 июля.
Bastille дебютировали в июне 2011 года с бисайдом песен «Flaws» и «Icarus», выпущенным на независимом британском лейбле Young and Lost Club. Одна из копий этого релиза попала в руки радиоведущего Алекса Бейкера, который в своём шоу на радиостанции «Kerrang! Radio» начал активно поддерживать творчество Bastille, и, сыскав свою первую аудиторию, коллектив выпустил дебютный мини-альбом Laura Palmer EP в ноябре того же года.
К концу 2011 года, после того как группа выложила несколько дополнительных дебютных треков в сеть, аудитория группы расширилась и им удалось подписать контракт со звукозаписывающим лейблом Virgin Records. Благодаря этому Bastille удалось выступить на нескольких крупных британских фестивалях, в том числе Glastonbury, Isle of Wight и Blissfields.
27 апреля 2012 года Bastille дебютировали на Virgin Records с первым официальным синглом «Overjoyed». Далее последовали синглы «Bad Blood», «Flaws» и «Pompeii», последний из которых принёс успех группе и достиг топовой десятки чартов во многих странах мира, в том числе занял 2-е место в официальном хит-параде синглов Великобритании и 5-е место в «Горячей сотне Billboard».
4 марта 2013 года состоялся релиз дебютного студийного альбома группы Bad Blood, который достиг вершины чарта альбомов Великобритании. В мае 2013 года Bastille дебютировали в США с выходом мини-альбома Haunt, а в сентябре того же года в США официально вышел альбом Bad Blood. В это время были также выпущены песни «Laura Palmer» и «Things We Lost in the Fire» в качестве синглов в поддержку пластинки.

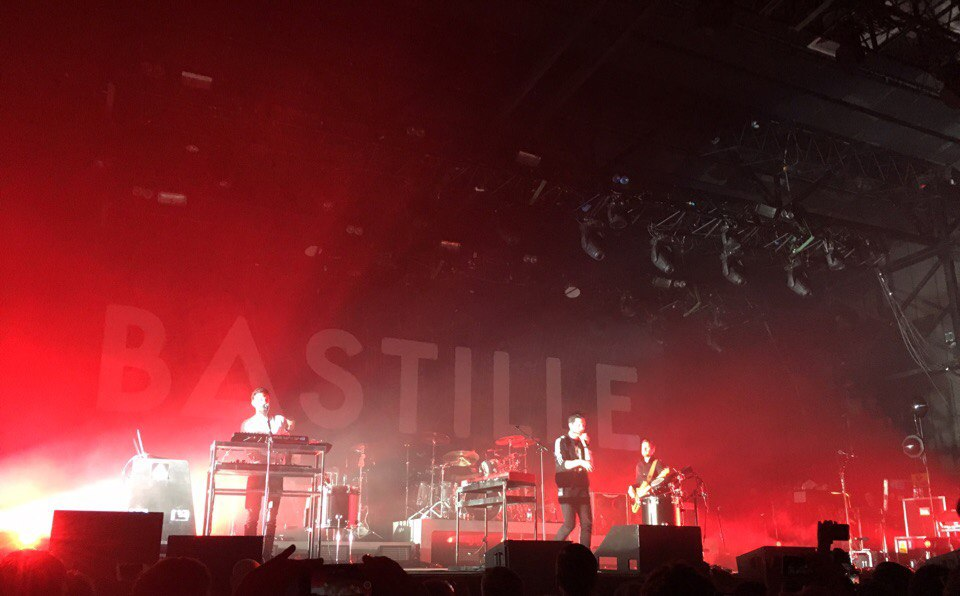
Bastille в Санкт-Петербурге во время тура в поддержку альбома Wild World (март 2017)

Столь огромный успех группы привёл их к выпуску переиздания альбома Bad Blood, под названием All This Bad Blood. Пластинка была разделена на две части и соответственно на два диска — стандартный, со всеми композициями из дебютного альбома коллектива, и диск переиздания, включающий ранее неизданные и две абсолютно новые композиции. В поддержку переиздания был выпущен сингл «Of the Night» являющийся мэшапом двух популярных песен 90-х — «The Rhythm of the Night» итальянской группы Corona и «Rhythm Is a Dancer» немецкого проекта Snap!. Мэшап достиг 2-го места в чарте синглов Великобритании.
В феврале 2014 года Bastille одержали победу в номинации «Британский прорыв года» на ежегодной премии BRIT Awards. После церемонии их альбом Bad Blood снова вернулся на вершину британского чарта альбомов и продержался на первом месте две недели подряд, а также в это время был сертифицирован дважды платиновым.
В начале 2014 года музыкальная организация Official Charts Company составила ежегодный рейтинг самых продаваемых альбомов, где альбом Bastille Bad Blood оказался самым продаваемым, в цифровом формате, альбомом за 2013 год в Великобритании.
В начале июня 2016 года Bastille анонсировали выход второго студийного альбома Wild World, к которому в поддержку 16 июня вышел первый сингл «Good Grief». Сам же альбом, выпущенный 9 сентября, достиг верха продаж середины недели, тогда как группа организовала несколько временных магазинов в Лондоне, Нью Йорке и Лос Анджелесе для поддержки выпуска. 9 мая 2018 года состоялся релиз нового сингла "Quarter Past Midnight" с третьего альбома группы.
Группа анонсировала третий студийный альбом, который должен выйти 14 июня 2019 года под названием «Doom Days».

## Состав группы
- Дэн Смит — лид-вокал, клавишные, перкуссия
- Крис Вуд — ударные, beats, бэк-вокал
- Уилл Фаркварсон — бас-гитара, клавишные, соло-гитара, бэк-вокал
- Кайл Симмонс — клавишные, перкуссия, бас-гитара, бэк-вокал, синтезатор

## Дискография

### Студийные альбомы
- Bad Blood (2013)
- All This Bad Blood (2013; переиздание)
- Wild World (2016)
- Doom Days (2019)
- Give Me the Future (2022)

### Синглы
- «Flaws» / «Icarus» (2011)
- «Overjoyed» (2012)
- «Bad Blood» (2012)
- «Flaws» (2012)
- «Pompeii» (2013)
- «Laura Palmer» (2013)
- «Things We Lost in the Fire» (2013)
- «Of the Night» (2013)
- «Torn Apart» (2014)
- «Good Grief» (2016)
- «Fake it» (2016)
- «Send Them Off» (2016)
- «Comfort of Strangers» (2017)
- «Happier» feat. Marshmello (2018)
- «Quarter Past Midnight» (2018)
- «Doom Days» (2019)
- «Joy» (2019)
- «Those Nights» (2019)
- «survivin'» (2020)

## Видеография
| Год  | Название                     | Режиссёр             |
| ---- | ---------------------------- | -------------------- |
| 2011 | «Overjoyed»                  | Кортни Филлипс       |
| 2012 | «Bad Blood»                  | Оливье Гру           |
| 2012 | «Flaws»                      | Остин Питерс         |
| 2013 | «Pompeii»                    | Джесси Джон Дженкинс |
| 2013 | «Laura Palmer»               | Остин Питерс         |
| 2013 | «Things We Lost in the Fire» | Наор Алони           |
| 2013 | «Of the Night»               | Дейв Ма              |
| 2014 | «Oblivion»                   | Остин Питерс         |
| 2014 | «Torn Apart»                 | Кит Шофилд           |
| 2014 | «Bad_News»                   | Том Миддлтон         |
| 2016 | «Good Grief»                 | NYSU                 |
| 2016 | «Send Them Off»              | Mark Crew            |
| 2017 | Blame                        | Эллиотт Селлер       |
| 2018 | Quarter Past Midnight        | Остин Питерс         |
| 2019 | Joy                          | Brain Wash           |
| 2019 | Doom Days                    | -                    |